# (20591) Sameergupta
(20591) Sameergupta (1999 RC177) – planetoida z pasa głównego asteroid okrążająca Słońce w ciągu 4,2 lat w średniej odległości 2,6 j.a. Odkryta 9 września 1999 roku.